# العطف (الجيزة)
قرية العطف هي إحدى القرى التابعة لمركز العياط في محافظة الجيزة في جمهورية مصر العربية. حسب إحصاءات سنة 2006، بلغ إجمالي السكان في العطف 18742 نسمة، منهم 9969 رجل و8773 امرأة.